# Lavochkin La-190
Lavochkin La-190 là một thiết kế máy bay tiêm kích tốc độ cao của Liên Xô. Nó được chế tạo vào đầu thập niên 1950, nhưng sau đó dự án nhanh chóng bị hủy bỏ.

## Thiết kế và phát triển
La-190 được OKB Lavochkin chế tạo nhằm thỏa mãn yêu cầu của Yosif Stalin cho "máy bay tiêm kích nhanh nhẹn trên thế giới". Những đối thủ khác của La-190 như I-350, nguyên bản của MiG-19, và Yak-1000 trong khả năng sẽ bị hủy bỏ trước khi thử nghiệm bay. Yêu cầu đề ra sử dụng động cơ phản lực Lyulka AL-5 mới có lực đẩy ban đầu là 4600 kg. La-190 có thiết kế cánh vót nhọn tạo góc xuôi sau 55°, bộ bánh đáp chính có hai bánh với bánh ổn định ở đầu cánh và được trang bị hai khẩu pháo 37mm Nudelman N-37.
Chỉ có duy nhất một nguyên mẫu được chế tạo vào tháng 2-1951. Mọi mặt điều khiển đều được vận hành bằng sức máy. Động cơ AL-5 tạo ra lực đẩy ít hơn so với dự đoán và không có đủ độ tin cậy, điều này dẫn đến sự hủy bỏ của chương trình, sau 8 chuyến bay thử nghiệm. Tuy nhiên nó đã đạt được tốc độ 1190 km/h trên 5000 m (Mach 1.03) trong một chuyến bay thử nghiệm vào tháng 3-1951.

## Thông số kỹ thuật

### Đặc điểm riêng
- Phi đoàn: 1
- Chiều dài: 16.35 m
- Sải cánh: 9.90 m
- Chiều cao: n/a
- Diện tích cánh: 38.93 m²
- Trọng lượng rỗng: 7315 kg
- Trọng lượng cất cánh: 9257 kg
- Trọng lượng cất cánh tối đa: n/a
- Động cơ: 1x Lyulka AL-5, 4600 kg

### Hiệu suất bay
- Vận tốc cực đại: 1190 km/h (Mach 1.03)
- Tầm bay: 1150 km
- Trần bay: 15600 m
- Vận tốc lên cao: 5000 m/1.5 phút
- Lực nâng của cánh: n/a
- Lực đẩy/trọng lượng: 0.54

### Vũ khí
- 2x khẩu pháo 37mm Nudelman N-37

## Nội dung liên quan

### Máy bay có tính năng tương đương
- Mikoyan-Gurevich I-350
- Yakovlev Yak-1000

### Trình tự thiết kế
- Lavochkin La-180 - Lavochkin La-190 - Lavochkin La-200